# Endor
Endor (desemnată: IX3244-A) este o lună fictivă din universul Războiul Stelelor, cunoscută pentru pădurile sale nesfârșite, savanele, pajiștile, lanțurile muntoase și câteva oceane. Luna a fost locul unei bătălii esențiale descrise în Întoarcerea lui Jedi. Este lumea de origine a speciilor simțitoare Dulok, Ewok și Yuzzum, precum și a speciilor semi-simțitoare Gorax și Wistie. Ciclul solar Endor este de de 402 zile orbitale GSC, cu o atmosferă respirabilă asemănătoare Pământului, propice pentru oameni și cu 8% apă de suprafață. Este locul unde a avut loc înmormântarea lui Darth Vader.

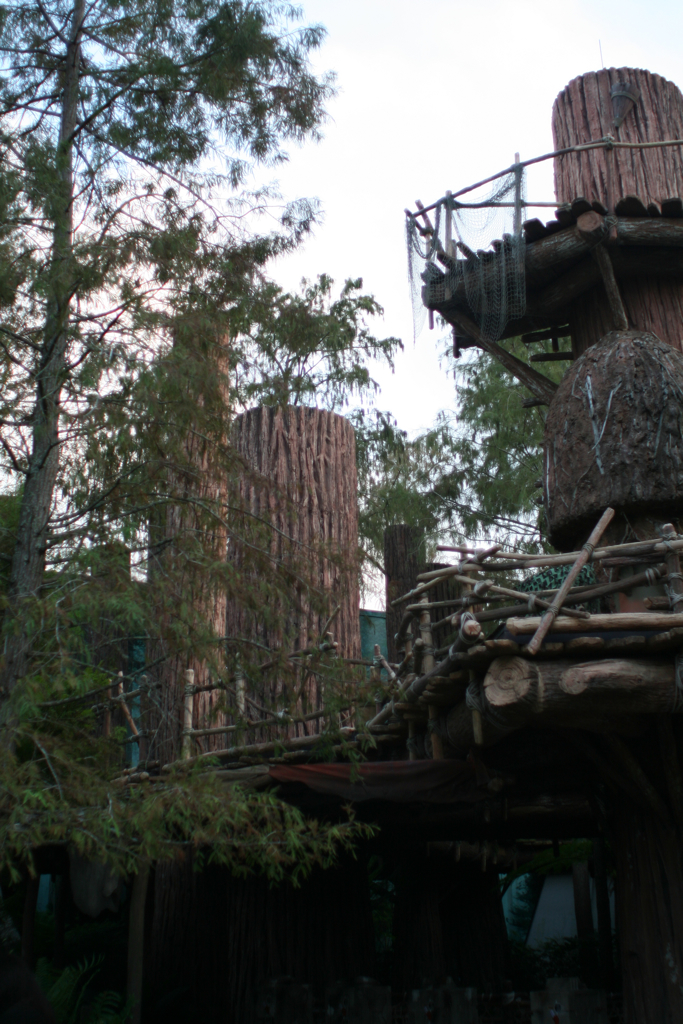
Ewok Village în Star Tours: Aventurile continua (Disneyland).

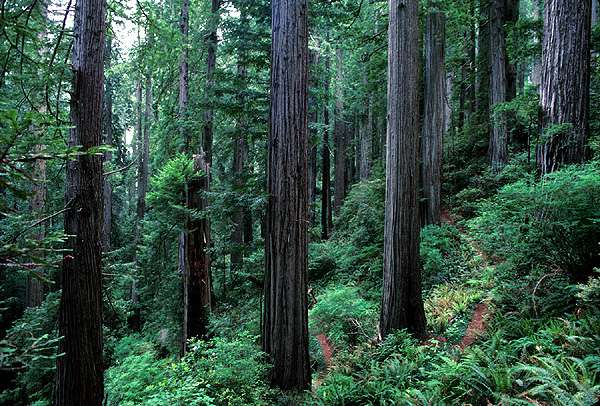
Pădurea în care au fost filmate scenele de pe Endor.

Luna orbitează Tana – cuvântul Ewok pentru planeta gazdă a lui Endor – un gigant gazos situat în sistemul Endor, un sistem stelar poziționat în sectorul Moddell din Teritoriile Exterioare ale galaxiei. Situat în grila H-16 din Rețeaua Galactică Standard, a fost conectat la Cerea și Bakura printr-o rută hiperspațială. Planeta a fost orbitată de nouă luni, dintre care cea mai mare era cunoscută sub numele de Luna Pădure a lui Endor sau „Luna Sanctuar”. Luna ocean Kef Bir a fost, de asemenea, una dintre aceste luni și este locul în care a doua stea a morții s-a prăbușit după ce a explodat deasupra lunii Endor în Întoarcerea lui Jedi. Sistemul are și doi sori: Endor Prime I și Endor Prime II.